# Mariusz Feltynowski
Mariusz Feltynowski (ur. 1976) – polski strażak, nadbrygadier, od 10 stycznia 2024 do 26 lutego 2025 komendant Główny Państwowej Straży Pożarnej, ratownik wysokościowy, specjalista w zakresie strategicznych działań ratowniczych, w tym zwłaszcza problematyki działań i funkcjonowania specjalistycznych grup poszukiwawczo-ratowniczych kierowanych do działań po katastrofach budowlanych i trzęsieniach ziemi. Wielokrotny uczestnik międzynarodowych działań ratowniczych w odpowiedzi na kryzysy i katastrofy naturalne, także w ramach struktur ONZ. Były Rektor-Komendant Akademii Pożarniczej w Warszawie.

## Wykształcenie
Wychowywał się w Sierpcu, gdzie ukończył tamtejsze Liceum Ogólnokształcące im. mjra H. Sucharskiego. Absolwent Szkoły Głównej Służby Pożarniczej w Warszawie. W 2001 ukończył studia w Akademii Finansów. Został także absolwentem studiów podyplomowych MBA w Collegium Humanum – Szkole Głównej Menedżerskiej w Warszawie. W 2016 uzyskał stopień doktora w zakresie nauk o obronności na podstawie napisanej pod kierunkiem Jarosława Wołejsza rozprawy pt. „Przygotowanie Grupy Poszukiwawczo-Ratowniczej Państwowej Straży Pożarnej do działań międzynarodowych” na Wydziale Zarządzania i Dowodzenia Akademii Obrony Narodowej.

## Praca zawodowa
Służbę rozpoczął w 1999 w Wydziale Współpracy Międzynarodowej Komendy Głównej PSP. W służbie operacyjnej od 2003. Uczestnik misji pomocowych po powodzi w Niemczech (2002), tsunami na Sri Lance (2004), trzęsieniu ziemi w Pakistanie (2005). W latach 2009–2016 był zastępcą Dyrektora Krajowego Centrum Koordynacji Ratownictwa i Ochrony Ludności Państwowej Straży Pożarnej.
Dowodził działaniami polskiej ciężkiej grupy poszukiwawczo-ratowniczej na Haiti (2010), w Nepalu (2015) oraz w Bejrucie (2020) a wcześniej jako współpomysłodawca utworzenia z wszystkich SGPR PSP jednej „USAR Poland” i pierwszy przewodniczący zespołu Komendanta Głównego PSP ds. GPR odpowiadał za przygotowanie jej do certyfikacji INSARAG (2009) oraz recertyfikacji (2014). W 2014 i 2020 sprawował funkcję Przewodniczącego Grupy Regionalnej Europa/Afryka/Bliski Wschód w ramach Międzynarodowej Grupy Doradczej ds. Poszukiwań i Ratownictwa ONZ (INSARAG). Odpowiadał w pionie operacyjnym w KG PSP za proces przygotowania ekspertów i budowy modułów PSP do działań międzynarodowych, nadzór nad specjalizacją wysokościową, poszukiwawczo-ratowniczą, medyczną i systemem pomocy psychologicznej. Był przewodniczącym lub pełnił kluczowe funkcje w wielu zespołach zadaniowych KG PSP dot. ćwiczeń, projektów lub przygotowania i zabezpieczenia imprez masowych (Prezydencja 2011, Euro 2012, Szczyt NATO 2016).
W latach 2016–2019 kierownik najpierw Działu Samodzielnych Ekspertów, a następnie Centrum Dronów w CNBOP-PIB. Z dniem 16 grudnia 2019 komendant główny Państwowej Straży Pożarnej powierzył mu pełnienie obowiązków dyrektora Krajowego Centrum Koordynacji Ratownictwa i Ochrony Ludności (KCKRiOL). 14 lutego 2020 otrzymał mianowanie na stanowisko dyrektora KCKRiOL. W 2020 dowódca grupy poszukiwawczo-ratowniczej MUSAR podczas akcji w Bejrucie. Od 26 stycznia 2021 Rektor-Komendant Szkoły Głównej Służby Pożarniczej w Warszawie. W maju 2021 r. awansowany do stopnia nadbrygadiera Państwowej Straży Pożarnej.
Współautor pierwszego w Polsce programu szkolenia dla dowódców zespołów operacyjnych BSP na potrzeby zarządzania kryzysowego oraz ochrony ludności i infrastruktury. Do 2019 przewodniczący Komisji Sędziowskiej DRONIADY – konkursu dla zespołów akademickich i poligonu systemów bezzałogowych.
W dniu 4 marca 2025 został zatrzymany przez Centralne Biuro Antykorupcyjne. Zdarzenie to miało związek z aferą wokół Collegium Humanum. Sprawa trwa

## Odznaczenia
- Krzyż Kawalerski Orderu Odrodzenia Polski (2023)[20]
- Złoty Krzyż Zasługi (2022)[21]
- Srebrny Krzyż Zasługi (2015)[22]
- Brązowy Krzyż Zasługi (2007)[23]
- Srebrny Medal za Długoletnią Służbę[24]
- Złota Odznaka „Zasłużony dla Ochrony Przeciwpożarowej” (2020)[25]
- Srebrna Odznaka „Zasłużony dla Ochrony Przeciwpożarowej” (2014)[26]
- Brązowa Odznaka „Zasłużony dla Ochrony Przeciwpożarowej” (2009)[27]
- Odznaka Honorowa „Bene Merito” za działalność wzmacniającą pozycję Polski na arenie międzynarodowej (2015)[28]
- Złoty Medal za Zasługi dla Policji[24]
- Złoty Medale „Za Zasługi dla Pożarnictwa”[24]
- Odznaka Honorowa „Za zasługi w działaniach poza granicami Rzeczypospolitej Polskiej”[24]
- Złoty Znak Związku Ochotniczych Straży Pożarnych RP[24]
- Brązowa Odznaka Honorowa „Podlaski Krzyż Floriański”[24]
- Order Saksoński Pomocy przy Powodzi 2002[24]
- Medal Ministra Administracji Terytorialnej i Sytuacji Nadzwyczajnej Republiki Armenii – za przygotowanie USAR Armenia do certyfikacji INSARAG ONZ[29]

## Wybrane publikacje
- M. Feltynowski, Trudna akcja ratownicza po eksplozji w Bejrucie, „PRZEMYSŁ CHEMICZNY”, 1 (9), 2020, s. 11–14, DOI: 10.15199/62.2020.9.2
- M. Feltynowski, J. Zboina, M. Zielecka, M., Możliwości zastosowania bezzałogowych statków powietrznych do wykrywania zanieczyszczeń i monitorowania jakości powietrza. Przemysł Chemiczny, 99/2020.
- M. Feltynowski (red. nauk.), Wykorzystanie Bezzałogowych Platform Powietrznych w operacjach na rzecz bezpieczeństwa publicznego, CNBOP-PIB, Józefów 2019, DOI: 10.17381/2019.1 ISBN 978-83-948534-6-4,
- M. Feltynowski, M. Langer, The Role of EASeR Project in Enhancing Search and Rescue Teams Performance, "Safety & Fire Technology", Vol. 53, isse 1, 2019, DOI: 10.12845/sft.51.3.2019.8, s. 130-143,
- M. Feltynowski, M. Zawistowski, "Zagrożenia związane z wykorzystaniem bezzałogowych platform w służbach ratunkowo-porządkowych." Bezpieczeństwo i Technika Pożarnicza, vol 51, Issue 3 (2018), s 138-149.
- M. Feltynowski, M. Zawistowski, "Możliwości wykorzystania bezzałogowych platform w służbach ratunkowo-porządkowych", Bezpieczeństwo i Technika Pożarnicza, vol 51, Issue 3 (2018), s. 126-136.
- M. Feltynowski, M. Sochacki, Bezzałogowce w ratownictwie, ochronie ludności i infrastruktury.Certyfikacja dronów w CNBOP-PIB, "SEC&AS", wydanie 1/2018, s. 68,
- M., Feltynowski, M. Chomoncik, L. Smolarczyk, Działania ratownicze komponentu medycznego Polskiej Ciężkiej Grupy Poszukiwawczo-Ratowniczej (HUSAR Poland) podczas akcji po trzęsieniu ziemi w Nepalu w roku 2015. "Bezpieczeństwo i Technika Pożarnicza", nr 51.(2018), s. 104-118.
- M., Feltynowski, Koordynacja działań ratowniczych podczas powodzi, w: (red. nauk. Telak J.) Ratownictwo wodne_oraz inne aspekty bezpieczeństwa na obszarach wodnych: Dylematy i wyzwania, Centrum Szkolenia Policji, Legionowo 2017 s. 90-99 ISBN 978-83-62455-38-6
- Feltynowski M., Langner M., Tragedia na dachu świata. Część I, „W akcji”, nr 5/2015,
- Feltynowski M., Langner M., Tragedia na dachu świata. Część II, „W akcji”, nr 6/2015,
- M. Feltynowski, Walka z czasem, „Przegląd Pożarniczy”, 6/2015, s. 8–13,
- M. Feltynowski, "Akcja Nepal 2015", w: (red. nauk. Wróblewski D.) Zarządzanie kryzysowe. Wybrane wyniki badań naukowych i prac rozwojowych, CNBOP-PIB, Józefów 2015, DOI: 10.17381/2015.6, s. 17-22 ISBN 978-83-61520-43-6
- A. Bucałowski, M. Feltynowski, Kierunek zmian w międzynarodowych systemach koordynacji ratownictwa i ochrony ludności, Biuro Współpracy Międzynarodowej, Krajowe Centrum Koordynacji Ratownictwa i Ochrony Ludności Państwowej Straży Pożarnej.